# Spiophanicola spinulosus
Spiophanicola spinulosus är en kräftdjursart som beskrevs av Ho 1984. Spiophanicola spinulosus ingår i släktet Spiophanicola och familjen Spiophanicolidae. Inga underarter finns listade i Catalogue of Life.